# Advertorial
Un advertorial este o reclamă sub formă de conținut editorial. Termenul „advertorial” este un amestec al cuvintelor „advertisement” (reclamă) și „editorial”. Merriam-Webster⁠(d) datează originea cuvântului in 1946.
În publicațiile tipărite, reclama este scrisă, de obicei, pentru a semăna cu un articol obiectiv și concepută pentru a arăta exact ca o știre obiectiva și independentă. În televiziune, reclama este similară cu o prezentare informativa scurtă a unor produse sau servicii. Acestea pot fi fie sub forma unei reclame de televiziune, fie ca un segment al unui talk-show sau al unui spectacol de varietăți. În radio, acestea pot lua forma unei reclame radio sau o discuție între crainic și reprezentant. 

## Tipuri de advertoriale
Advertorialele pot fi clasificate în trei categorii:
- Advertoriale de imagine: organizația care publică reclama dorește să producă o viziune favorabilă a organizației sau a produselor sale în rândul cititorilor.
- Advertoriale de sustinere: organizația dorește să explice punctul sau de vedere asupra unui subiect controversat.
- Advertoriale jurnalistice: organizația dorește să atragă atenția mass-media asupra unui subiect sau asupra ei insăși. Scopul lor poate fi să inspire povești scrise în mod independent despre aria lor de interes, să fie citate în alte subiecte conexe sau să influențeze modul în care jurnaliștii vor scrie despre un subiect în viitor.

Advertorialele difuzate la televizor sunt deobicei mai lungi decât reclamele obișnuite. Ele pot include o intrigă sau o poveste care îl facă mai interesant, atrăgând astfel atenția telespectatorilor.
Advertorialele diferă de reclamele tradiționale prin faptul că sunt concepute pentru a arăta la fel ca articolele care apar în publicație. Majoritatea publicațiilor nu vor accepta reclame care arată exact ca articolele din ziarul sau revista în care apar. Diferențele pot fi subtile, iar exonerările - cum ar fi cuvântul „reclamă” - pot să apară sau pot să nu apară. Uneori se folosesc termeni care descriu reclama, cum ar fi „funcție promoțională specială” sau „secțiune specială de publicitate”. Tonul reclamelor este de obicei mai apropiat de cel al unui comunicat de presă decât al unei știri obiective.
Odată cu dezvoltarea Internetului din ultimele decenii, domeniul publicitar s-a adaptat și el noilor cerințe. Numărul de site-uri web și de bloguri este în creștere de la o zi la alta. Era de așteptat ca agențiile de presă și publicitate să exploateze acest teren. Așa a apărut publicitatea online care se bazează fie pe inserarea de banere pe paginile web, fie prin publicarea de advertoriale pe bloguri.
Activitatea de blogger consumă foarte mult timp pentru autor, transformându-se practiv intr-o muncă de zi cu zi. Dorindu-și ca munca sa fie și remunerată, bloggeri au venit cu ideea de a publica pe blogurile lor articole de tip reclama pentru diferite companii. Așa au apărut primele advertoriale în mediul online.
Astăzi există agenții de publicitate care se ocupă cu intermedierea publicării de advertoriale intre bloggeri si beneficiari. Site-urile pe care se publica advertoriale pot fi dedicate acestei activități (directoare de advertoriale) sau pot fi bloguri ale unor celebrități urmărite de foarte mulți admiratori. Publicarea unui advertorial pe un site are un dublu beneficiu: popularizează produsul sau serviciul căruia îi face reclamă; aduce trafic pe siteul beneficiarului, intrucât advertorialele conțin și link către siteul pe care îl promovează. Acest link extern în afară de faptul ca aduce trafic targetat către site-ul țintă, poate ajuta și la optimizarea pentru motoarele de căutare (SEO) a acestui site. De aceea, este posibil să întâlnim de multe ori expresia „advertorial SEO”.

## Vezi si
- Optimizare SEO off-page